# トシェ・プロエスキ・アレナ
トシェ・プロエスキ・アレナ（マケドニア語: Национална арена „Тоше Проески“）は、北マケドニアの首都スコピエに所在する陸上競技場。主にサッカーの試合の開催が多い。

## 概要
1947年、スコピエ市立競技場として開場。2009年2月スタジアム名をピリッポス2世アレナに改称。2010年に南スタンドを除きリニューアルとなり、2011年、全面リニューアルされた。
2019年に国号を北マケドニア共和国に改称した際（マケドニア呼称問題）、このスタジアムも改称が決定し、2007年に死去した北マケドニアの国民的歌手であるトシェ・プロエスキに因んだ現行の名称となった。

## ギャラリー

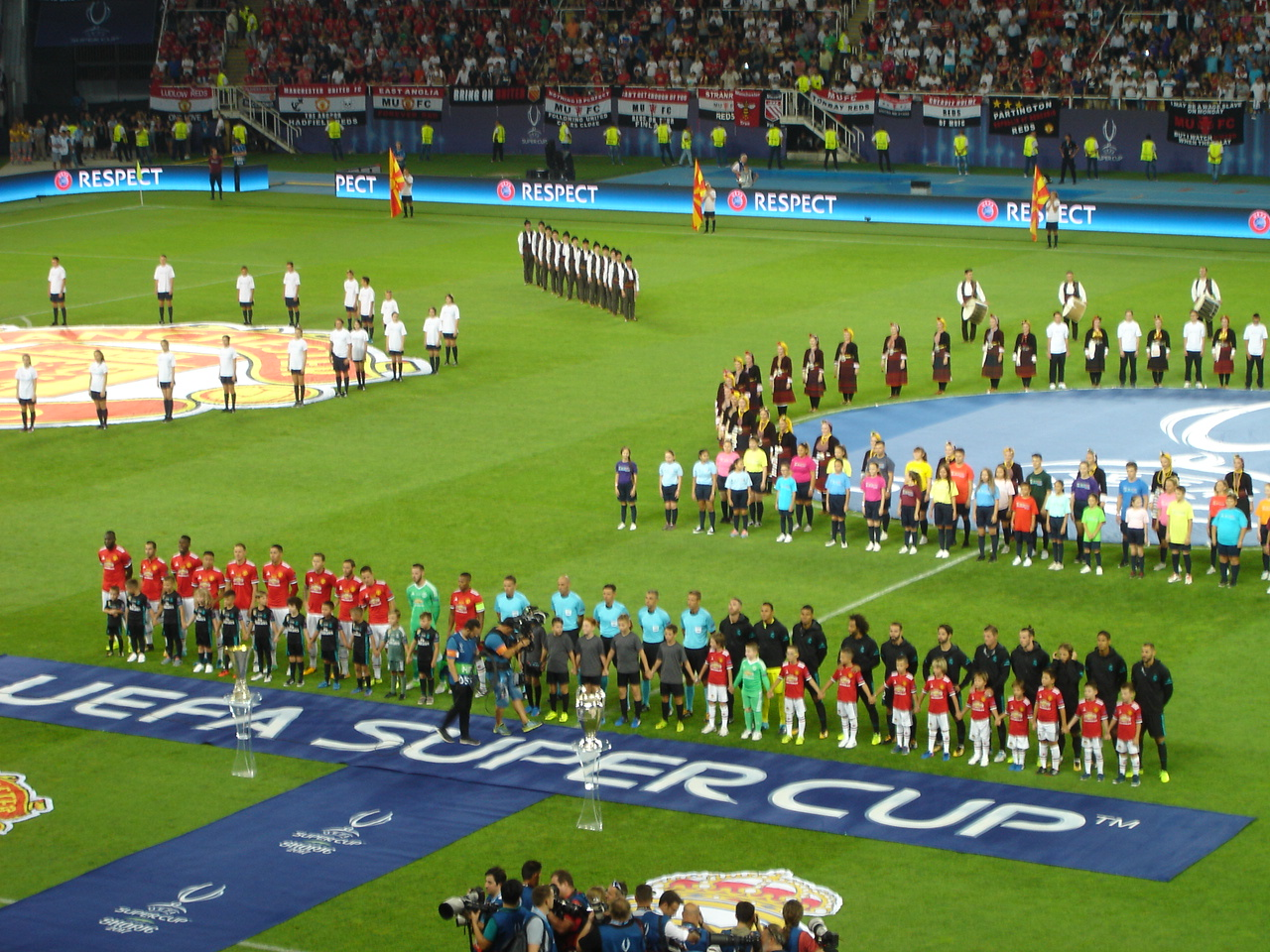
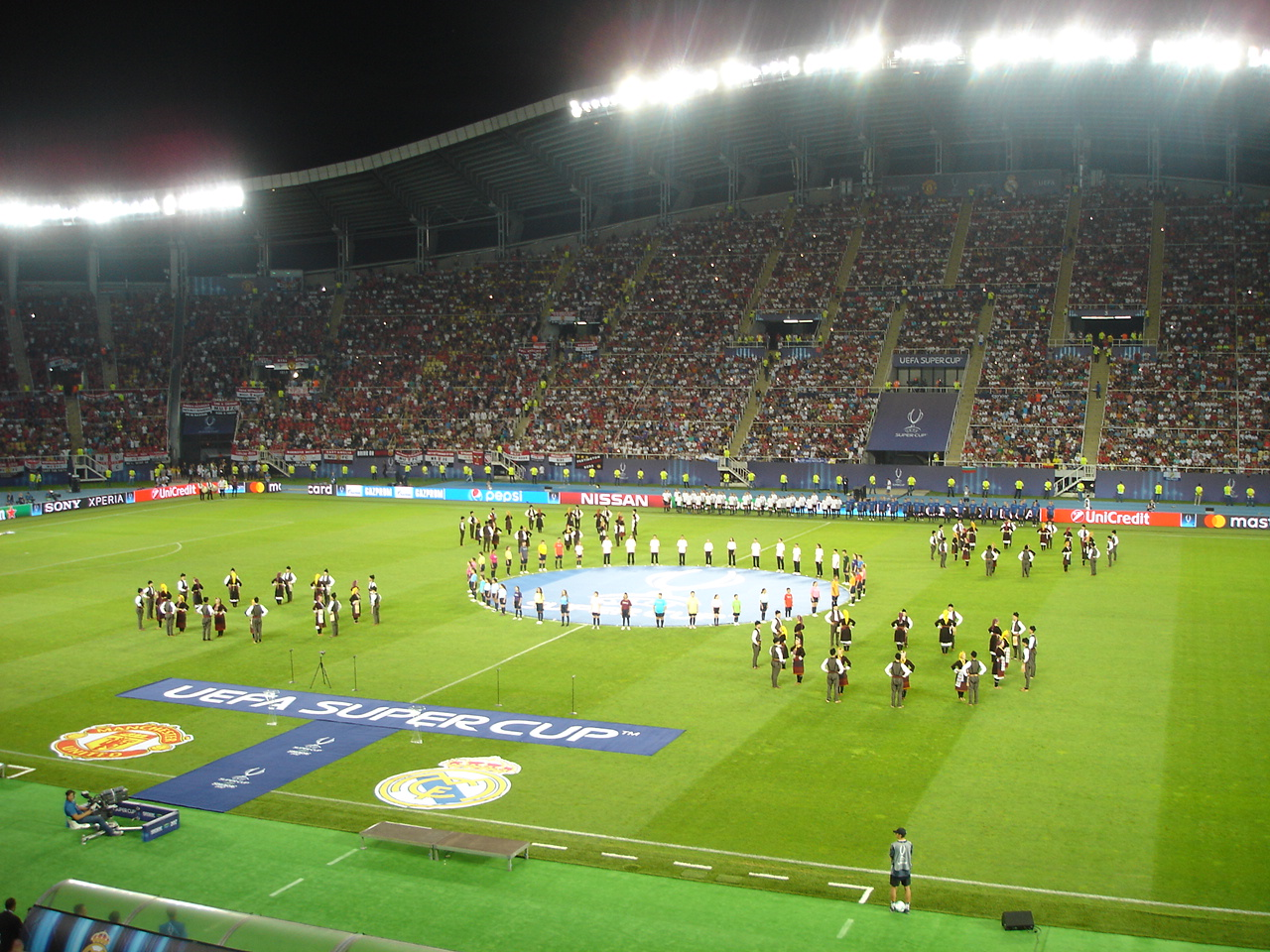
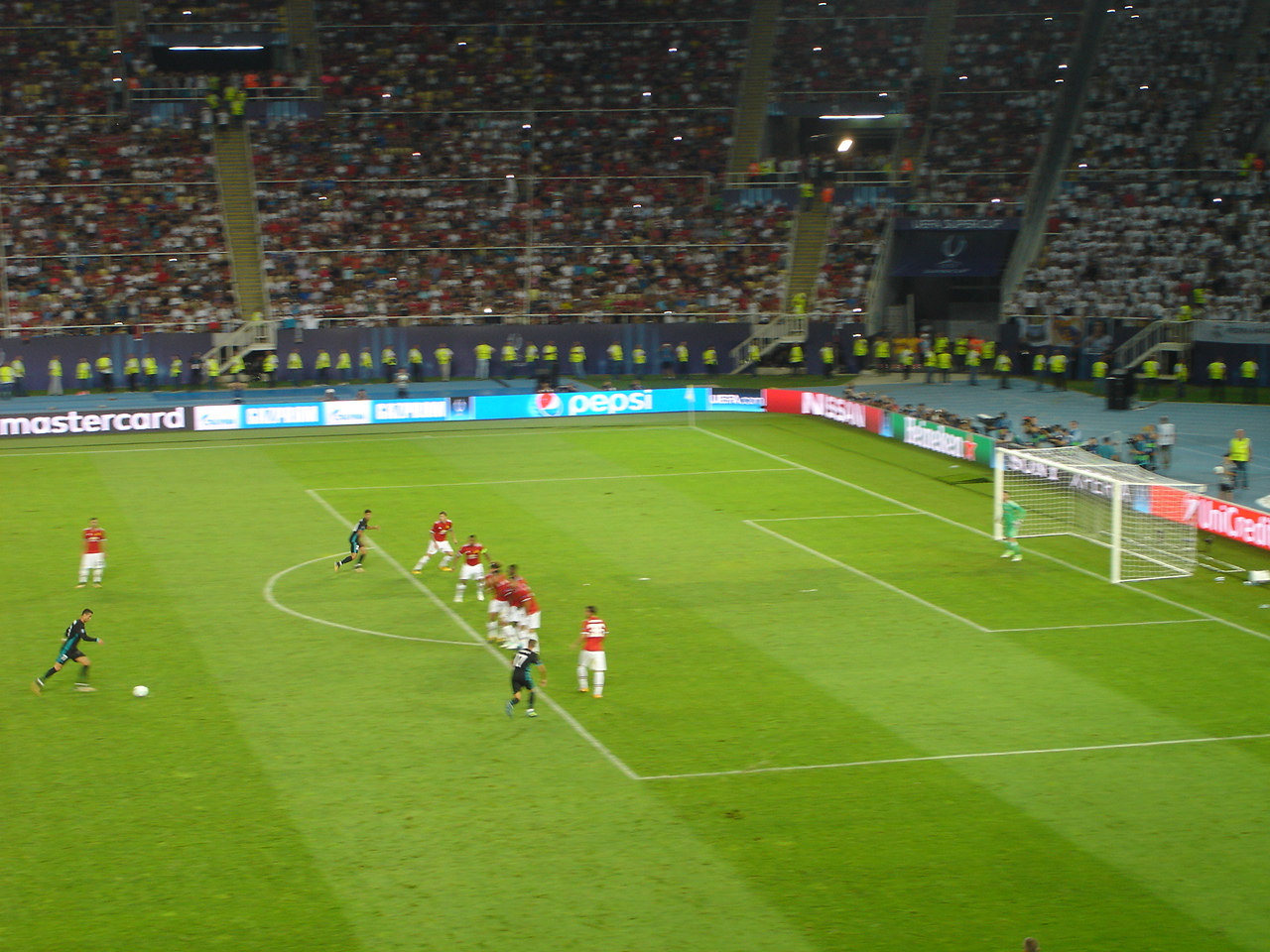
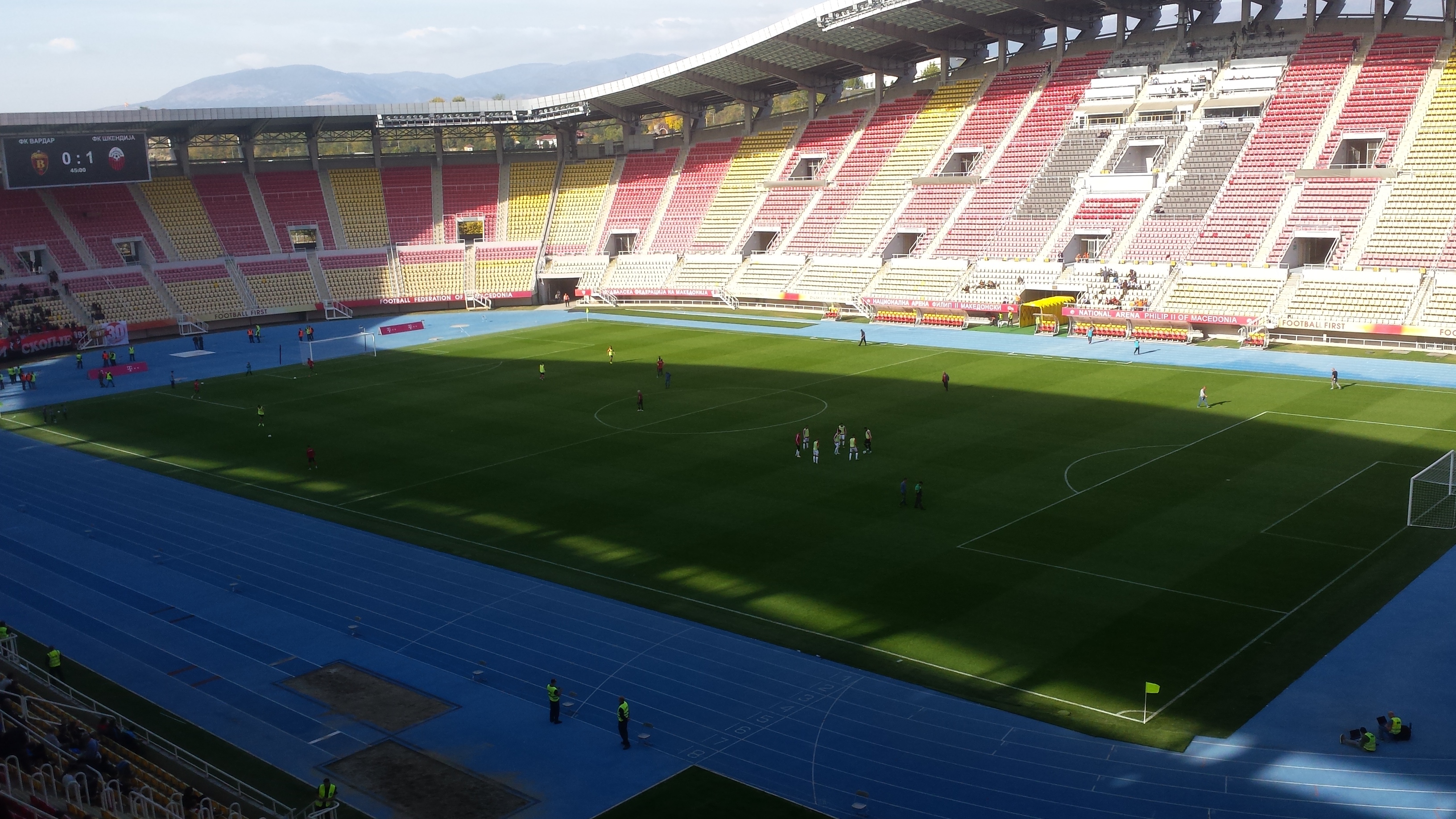
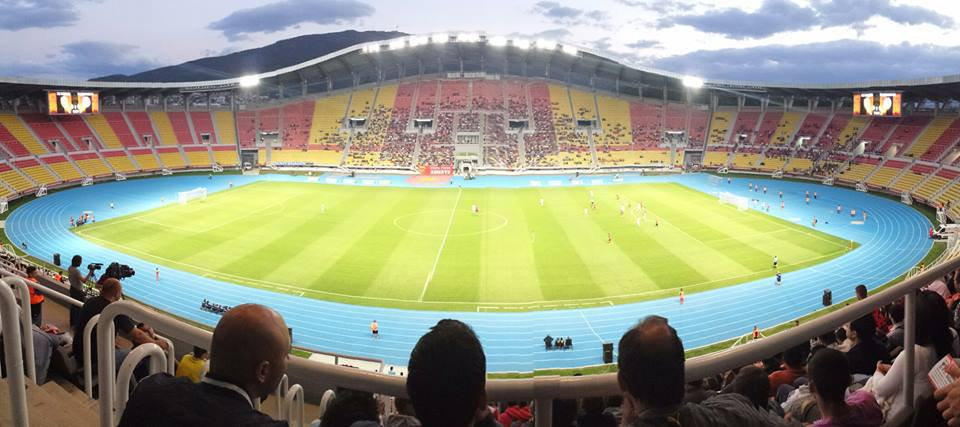

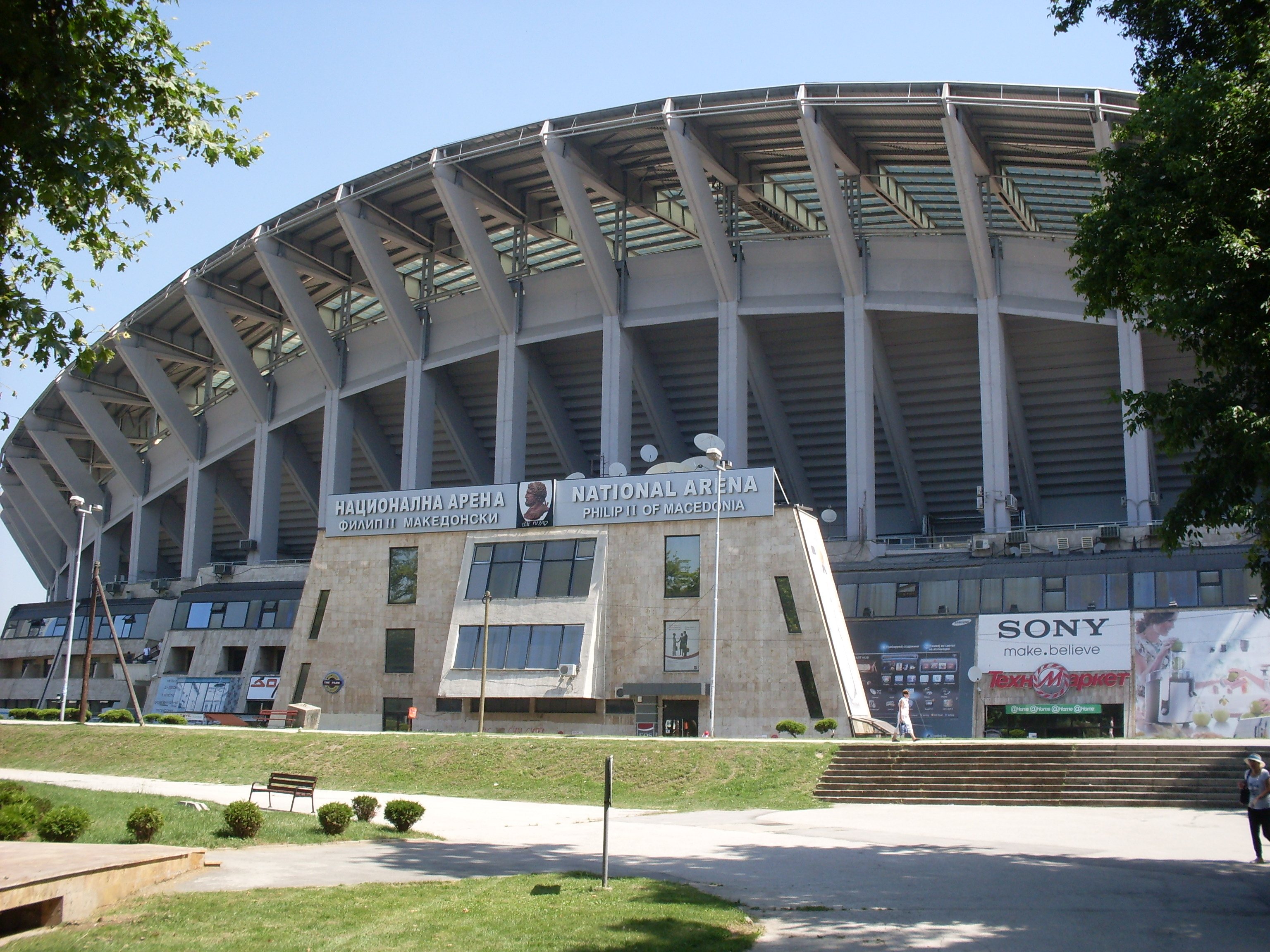
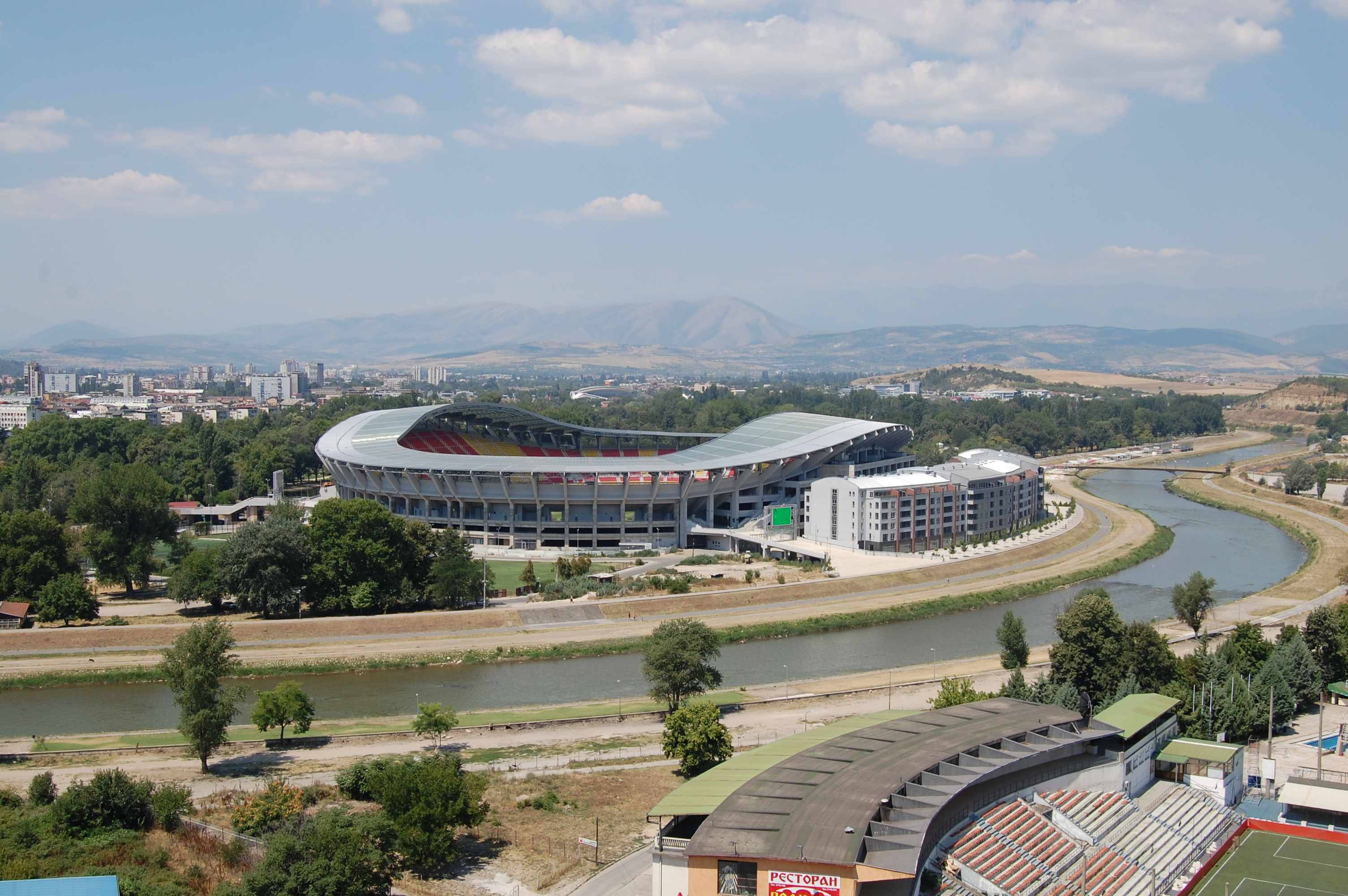
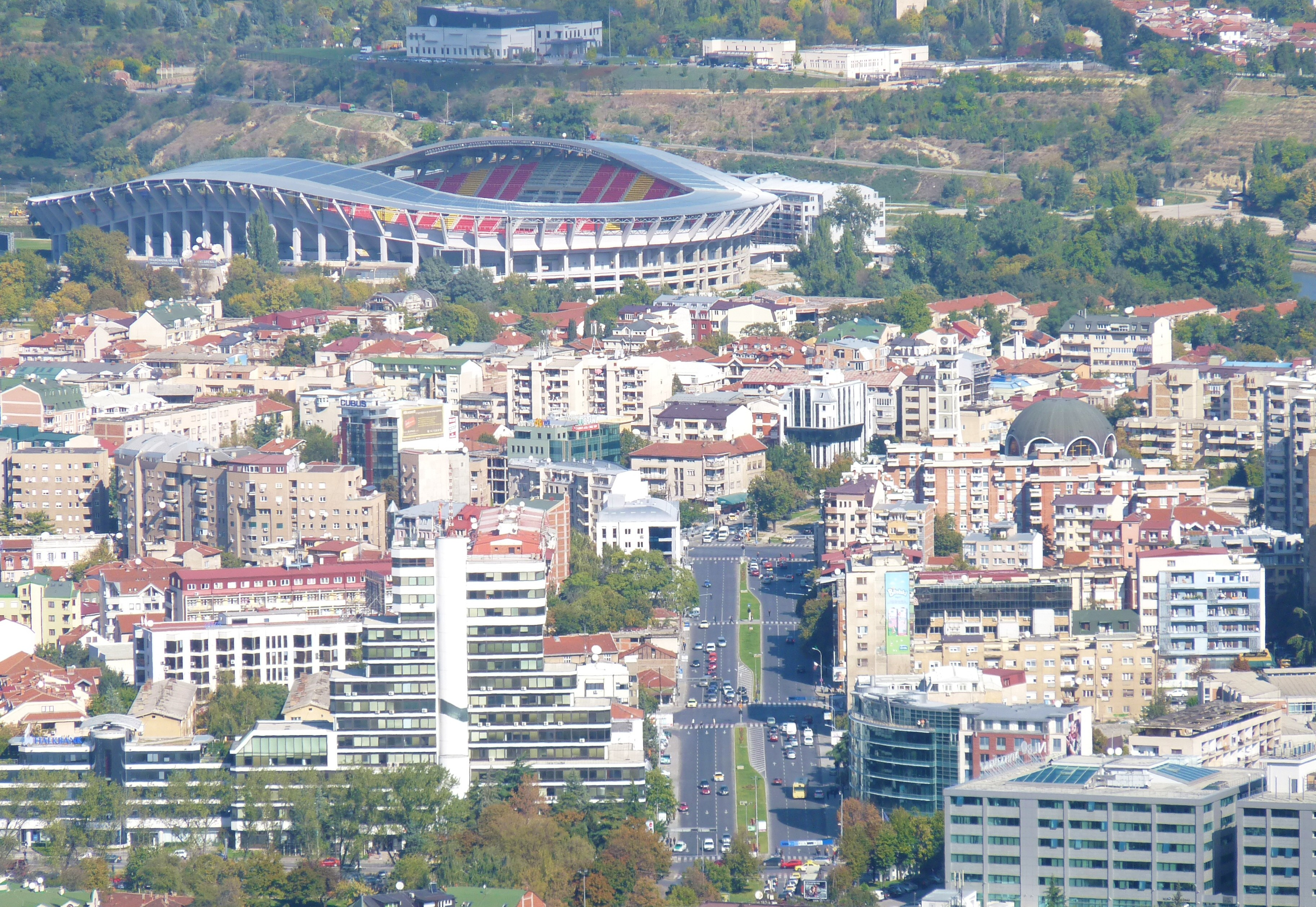